# Southern Province, Sri Lanka

Provinsens läge på Sri Lanka

Southern Province (singalesiska: දකුණු පළාත  Dakunu Palata), "Södra provinsen", är den sydligaste provinsen i Sri Lanka. Huvudstaden är Galle.

## Administrativ indelning
Provinsen är indelad i tre distrikt.
- Galle
- Matara
- Hambantota